# Diocesi di Eudossiade
La diocesi di Eudossiade (in latino Dioecesis Eudoxiadensis) è una sede soppressa del patriarcato di Costantinopoli e sede titolare della Chiesa cattolica.

## Storia
Eudossiade, forse nei pressi di Jurme nell'odierna Turchia, è un'antica sede episcopale della provincia romana della Galazia Seconda nella diocesi civile del Ponto. Faceva parte del patriarcato di Costantinopoli ed era suffraganea dell'arcidiocesi di Pessinonte.
La diocesi è documentata nelle Notitiae Episcopatuum del patriarcato di Costantinopoli fino al IX secolo.
Due sono i vescovi conosciuti di questa diocesi: Aquila, che partecipò al concilio di Calcedonia nel 451; e Menna, che prese parte al concilio di Costantinopoli riunito nel 536 dal patriarca Mena per condannare Antimo, Severo di Antiochia e il movimento monofisita. Nella vita di san Teodoro di Sicea si fa menzione di un anonimo vescovo, vissuto verso la fine del VI secolo.
Dal XIX secolo Eudossiade è annoverata tra le sedi vescovili titolari della Chiesa cattolica; la sede è vacante dal 16 novembre 1994.

## Cronotassi

### Vescovi greci
- Aquila † (menzionato nel 451)
- Menna † (menzionato nel 536)
- Anonimo † (fine VI secolo)

### Vescovi titolari
- Thomas Timothy O'Mahony † (14 novembre 1879 - 8 settembre 1892 deceduto)
- Emile Joseph Pourbaix † (19 gennaio 1893 - 8 giugno 1894 deceduto)
- Pietro Antonio Antivari † (1º ottobre 1894 - 23 settembre 1899 deceduto)
- Francesco di Costanzo † (14 dicembre 1899 - 10 febbraio 1902 nominato vescovo di Monopoli)[2]
- Antonio di Tommaso † (9 giugno 1902 - 22 giugno 1903 nominato vescovo di Oria)
- Ricardo Cortés y Cullel † (25 giugno 1903 - 20 marzo 1910 deceduto)
- Giovanni Battista Pinardi † (24 gennaio 1916 - 2 agosto 1962 deceduto)
- Pio Paschini † (20 agosto 1962 - 14 dicembre 1962 deceduto)
- Domenico Vendola † (7 gennaio 1963 - 15 ottobre 1963 deceduto)
- Raul Silva Silva † (23 novembre 1963 - 16 novembre 1994 deceduto)